# Cannabis (género)
Cannabis o cáñamo es un género con tres especies de plantas de flores perteneciente a la familia Cannabaceae; basado en investigaciones que expresan que el género Cannabis se compone de tres especies y varias subespecies, pero otra corriente sostiene que el Cannabis solo contiene una sola especie con amplias características según su entorno y esos rasgos llevan a los conceptos de sativa, indica y ruderalis.
La especie más famosa es Cannabis sativa, de la que se produce el hachís y el psicotrópico cannabis. Además de esto, también se conocen a la Cannabis indica y Cannabis ruderalis, esta última con menores cantidades de THC (delta-9-tetrahidrocannabinol - principio psicoactivo de cannabis), que se cultiva en los países de China y Canadá para la producción de cáñamo, utilizados en la industria textil.

## Descripción

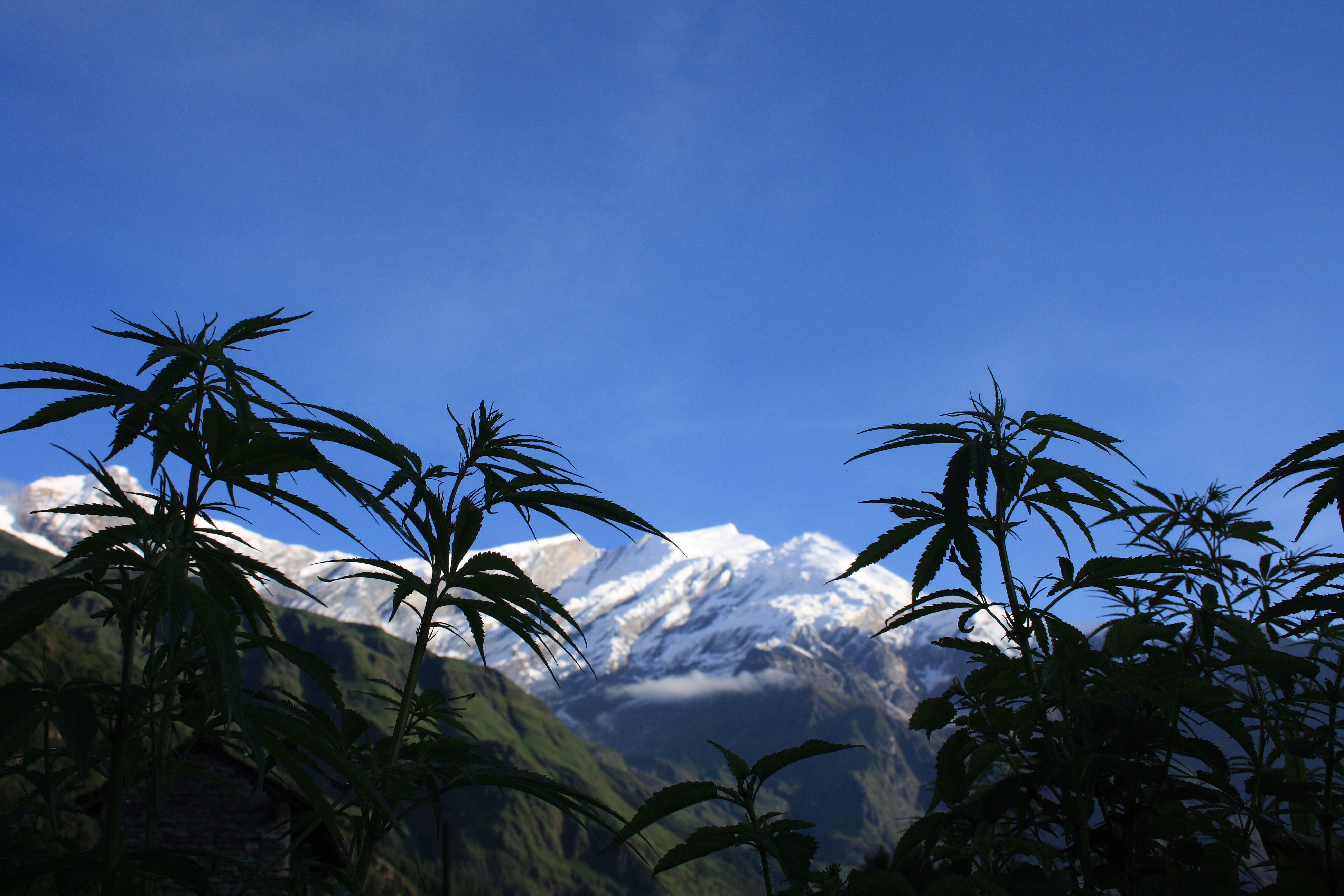
Cannabis creciendo como hierba al pie del Dhaulagiri, Nepal

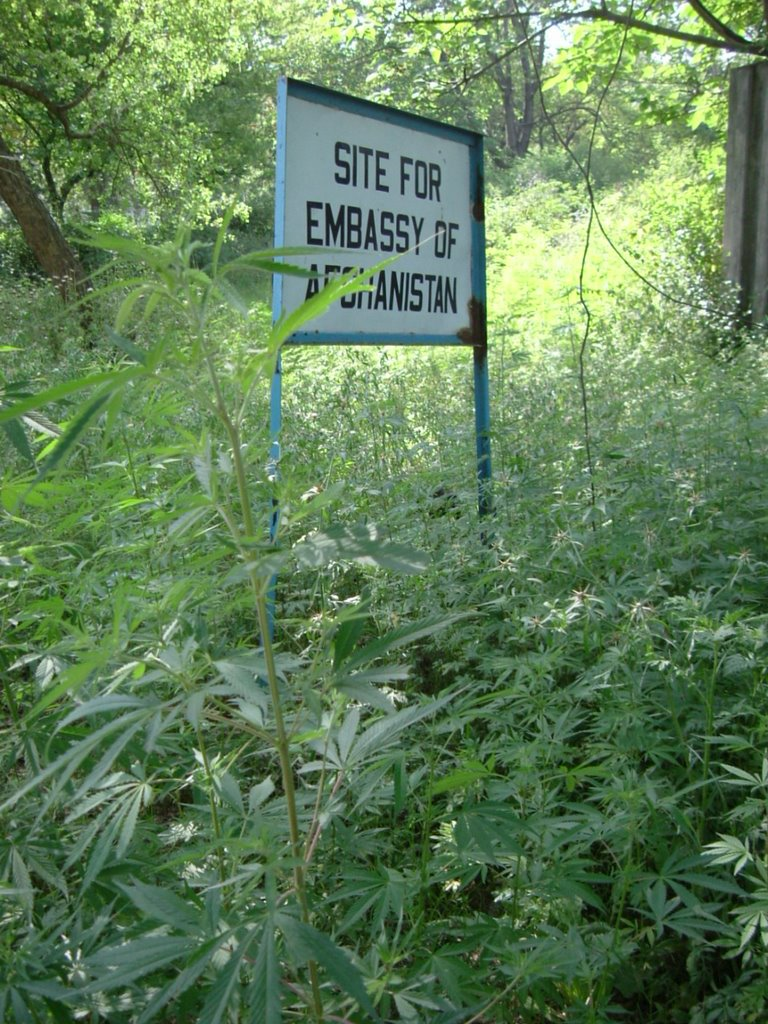
Una matorral de cannabis silvestre en Islamabad, Pakistán

El cannabis es una hierba florera anual y dioica. Las hojas son palmadamente compuestas o digitadas, con folíolos aserrados. El primer par de hojas suele tener un solo folíolo, el número aumenta gradualmente hasta un máximo de unos trece folíolos por hoja (generalmente siete o nueve), dependiendo de la variedad y las condiciones de crecimiento. En la parte superior de una planta con flores, este número vuelve a disminuir a un solo folíolo por hoja. Los pares de hojas inferiores generalmente ocurren en una disposición de hojas opuesta y los pares de hojas superiores en una disposición alternativa en el tallo principal de una planta madura.
Las hojas tienen un patrón de venación peculiar y diagnóstico (que varía ligeramente entre variedades) que permite una fácil identificación de hojas de cannabis de especies no relacionadas con hojas similares. Como es común en las hojas dentadas, cada dentado tiene una nervadura central que se extiende hasta la punta, pero en el cannabis esto se origina en la parte inferior de la nervadura central del folíolo, generalmente opuesta a la posición de la segunda muesca hacia abajo. Esto significa que en su camino desde la nervadura central de la valva hasta la punta del dentado, la vena que sirve a la punta del dentado pasa cerca de la muesca intermedia. A veces, la vena pasará tangencialmente a la muesca, pero a menudo pasará a una pequeña distancia; cuando sucede lo último, una nervadura de espolón (u ocasionalmente dos) se ramifica y se une al margen de la hoja en el punto más profundo de la muesca. Las muestras diminutas de cannabis también se pueden identificar con precisión mediante el examen microscópico de las células de las hojas y características similares, lo que requiere equipo y experiencia especiales.

## Cannabis indicayCannabis sativa
Cannabis indica difiere de Cannabis sativa en que produce mayor cantidad de resina, rica en terpenoides que inducen a la sedación y relajación muscular, mientras que Cannabis sativa produce menos resina y una combinación de ingredientes activos que proporcionan un efecto menos sedante y más eufórico. En Europa, los Estados Unidos, Panamá y Canadá, las especies C. sativa y C. indica han sido cruzadas desde los años 1970, lo que da lugar a los llamados híbridos, entre los cuales el skunk probablemente el más famoso. En Sudamérica, Cannabis sativa es dominante, ya que se adapta perfectamente a los climas tropicales.

## Usos
El cannabis se utiliza para una gran variedad de fines.

### Historia
Según pruebas genéticas y arqueológicas, el cannabis fue domesticado por primera vez hace unos 12.000 años en Asia Oriental durante el Neolítico temprano. El uso del cannabis como droga que altera la mente ha sido documentado por hallazgos arqueológicos en sociedades prehistóricas de Eurasia y África.  El registro escrito más antiguo del uso del cannabis es la referencia del historiador griego Heródoto a los escitas de Eurasia central tomando baños de vapor de cannabis.  Su (c. 440 AEC) Historias' registra, "Los escitas, como he dicho, toman un poco de esta semilla de cáñamo [presumiblemente, flores], y, arrastrándose bajo las cubiertas de fieltro, la arrojan sobre las piedras al rojo vivo; Inmediatamente humea y desprende un vapor que ningún baño de vapor griego puede superar; los escitas, encantados, gritan de alegría.  LOs griegos y romanos clásicos también utilizaban el cannabis.
En China, las propiedades psicoactivas del cannabis se describen en el Shennong Bencaojing (siglo III d. C.).  El humo del cannabis era inhalado por los daoístas, que lo quemaban en incensarios.
En Oriente Medio, el consumo se extendió por todo el imperio islámico hasta el norte de África. En 1545, el cannabis se extendió al hemisferio occidental, donde los españoles lo importaron a Chile para su uso como fibra. En Norteamérica, el cannabis, en forma de cáñamo, se cultivaba para fabricar cuerdas, telas y papel.
El Cannabinol (CBN) fue el primer compuesto aislado del extracto de cannabis a finales del siglo XIX. Su estructura y síntesis química se lograron en 1940, seguidas de algunos de los primeros estudios de investigación preclínica para determinar los efectos de los compuestos individuales derivados del cannabis in vivo.
A nivel mundial, en 2013 se produjeron legalmente 60.400 kilogramos de cannabis.

### Uso recreativo

Comparación del daño físico y la dependencia con respecto a varias drogas

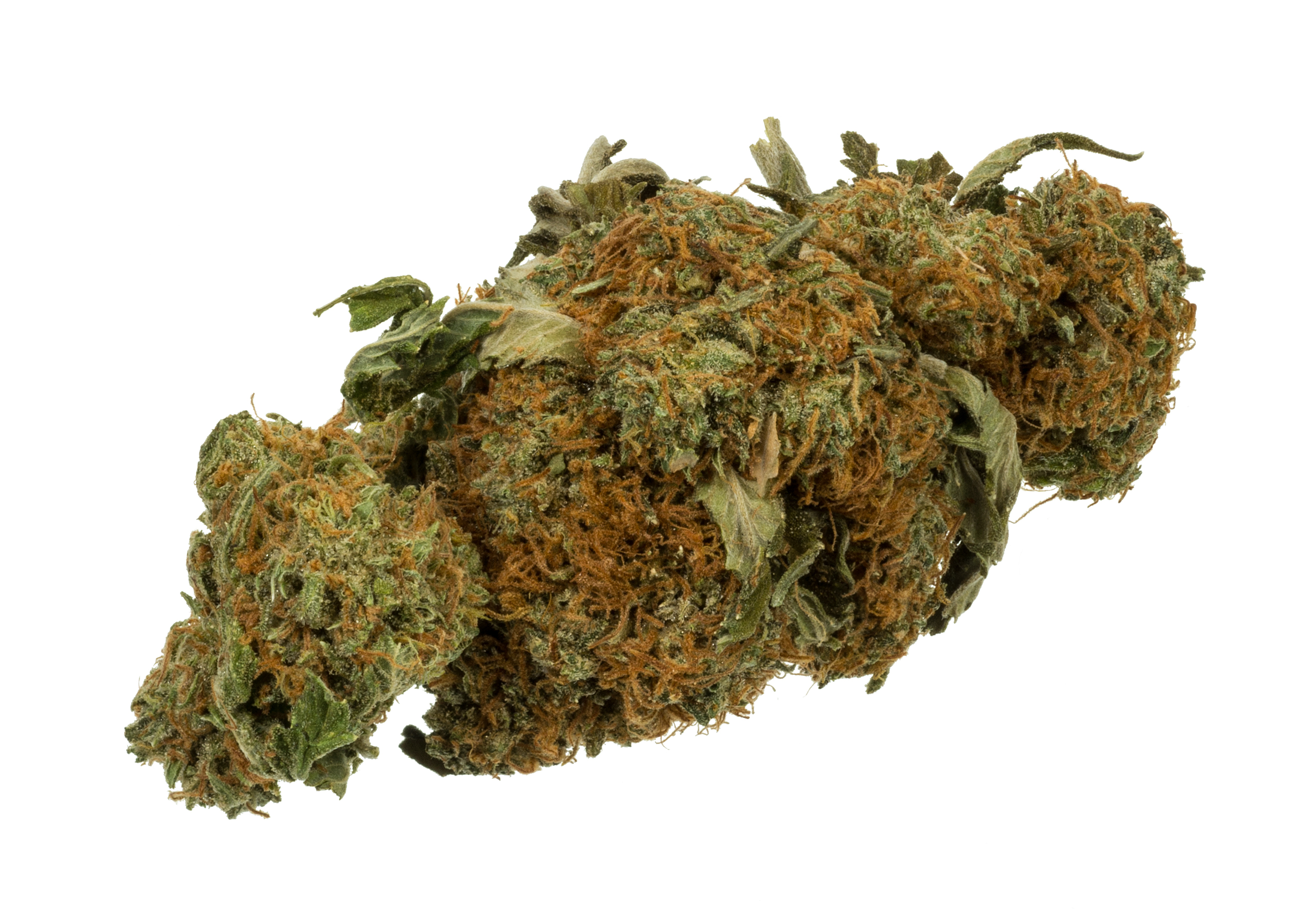
Un cogollo seco, típico de lo que se vende para uso recreativo.

Algunos cannabinoides contenidos en el cannabis hacen que a menudo sea empleado como droga recreativa, muy popular en todo el mundo, sólo por detrás del alcohol etílico , la cafeína y el tabaco. Solo en Estados Unidos, se cree que más de 100 millones de estadounidenses han probado el cannabis, y que 25 millones lo han consumido en el año 2010.  Como droga, suele presentarse en forma de inflorescencia seca ("cogollos" o "marihuana"), resina (hachís) o diversos extractos conocidos colectivamente como aceite de hachís. Durante el siglo XX, en la mayor parte del mundo pasó a ser ilegal cultivar o poseer Cannabis para su venta, e incluso a veces para uso personal.
Se sabe que los efectos psicoactivos del cannabis son en gran medida subjetivos y varían según la persona, el ambiente y el método de consumo. Cuándo el THC entra en la sangre y alcanza el cerebro, se une a los receptores cannabinoides, lo cual altera los niveles de varios neurotransmisores, sobre todo la dopamina y la noradrenalina, estrechamente asociados a los efectos agudos de la ingestión de cannabis, como la euforia y la ansiedad. Entre los efectos se cuentan un estado alterado de conciencia general, y  pueden incluir un aumento de la frecuencia cardíaca y el hambre, que se cree que son causados por el 11-OH-THC, un metabolito psicoactivo del THC producido en el hígado.
La cognición normal se restablece después de aproximadamente tres horas para las dosis más grandes a través de un pipa de fumar, bong o vaporizador. Sin embargo, si se toma una gran cantidad por vía oral, los efectos pueden durar mucho más tiempo. Después de 24 horas a unos pocos días, se pueden sentir efectos psicoactivos minúsculos, dependiendo de la dosis, la frecuencia y la tolerancia a la droga.
Existen varias formas de la droga cannabis, incluidos extractos como el hachís y el aceite de hachís que, debido a su aspecto, son más susceptibles de ser adulterados cuando no se regulan. El cannabidiol (CBD), que no tiene efectos intoxicantes por sí mismo (aunque a veces muestra un pequeño efecto estimulante, similar a la cafeína), se cree que atenúa (es decir, reducir) los efectos inductores de ansiedad de dosis altas de THC, particularmente si se administran por vía oral antes de la exposición al THC.
Según el análisis délfico realizado por investigadores británicos en 2007, el cannabis tiene un factor de riesgo menor de dependencia en comparación con la nicotina y el alcohol.  Sin embargo, el consumo diario de cannabis puede estar correlacionado con síntomas psicológicos de abstinencia, como irritabilidad o insomnio, y la susceptibilidad a un ataque de pánico puede aumentar a medida que se elevan los niveles de metabolitos de THC.

### Otros usos
El cannabis, que contiene THC y CBD se ha utilizado durante milenios como planta medicinal. Otros tipos de cannabis proporcionan la fibra y la pulpa para la industria textil y del papel (en la industria, el cannabis también es conocido como cáñamo).

## Origen geográfico del cannabis
Las barreras del Himalaya y del Hindú Kush fueron obstáculo para la dispersión de plantas y animales y esos lugares se encuentran entre los orígenes probables del ancestro común del género cannabis.
El origen del Cannabis se sitúa en Asia central o en la India, pero serían China y la India las primeras que la domesticaron. Posiblemente Asia central no sea el origen, pero allí es donde hay información escrita más antigua.

## Prohibición del cultivo y comercio
El cultivo de Cannabis sativa es ilegal en la mayor parte del mundo. El 5 de octubre del 2012, el Tribunal Federal de Suiza invalidó el Concordato Latín sobre el cultivo y comercio del cáñamo, que entró en vigor el 1 de enero del 2012, y que permitió por siete meses que los habitantes en los cantones de Ginebra, Friburgo, Valais, Vaud, Neuchâtel, Basilea-ciudad y Ticino pudieran cultivar hasta cuatro plantas de cáñamo a la vez (que contiene menos de 1% de THC). Esta invalidez se basó en que esta práctica violaba la Ley Federal contra las Drogas. Desde 2021, en Suiza la posesión está despenalizada (hasta diez gramos) y es legal enviar semillas de cannabis al país. Se permite el uso medicinal del cannabis si lo receta un médico. Sin embargo, sin prescripción, la posesión de cannabis que contenga niveles de THC superiores al 1%, en virtud de la Ley Federal de Estupefacientes y Sustancias Psicotrópicas: art. 19 es ilegal.
En los Países Bajos, la venta de pequeñas cantidades de este tipo se tolera en tiendas llamadas «coffee shops», donde el consumo está permitido. En casi todos los países del mundo, el consumo, producción y comercialización están prohibidos, en otros países latinoamericanos como Colombia, el cultivo de cannabis psicoactivo y no psicoactivo se regularizo en 2016 y 2017 gracias a las reformas legislativas que desarrolló conjuntamente el gobierno colombiano con la ley 1787 del año 2016 y el decreto 613 del año 2017  es posible para quien desee, llevar a cabo un autocultivo no mayor a 20 unidades de plantas del cannabis y la generación de cultivos industriales legalmente constituidos que deben ser autorizados por el ministerio de justicia y salud.
Así mismo, su cultivo es problemático en cuanto a cuestiones de sustentabilidad puesto que para el mismo son necesarias grandes cantidades de agua utilizando entre 18 y 19 litros al día. Por si fuera poco, la producción estadounidense se concentra (con un 70%) en el estado de California, un lugar en donde la sequía es un problema común. De la misma forma, en lo que concierne a la energía, cada año, a causa de la producción de marihuana, se producen 15 millones de toneladas métricas de oxígeno respirable, es uno de los vegetales que más rentabiliza la fotosíntesis.

### Permisos y restricciones en México
Desde 2017 se dictaminó por la Suprema Corte de Justicia de México la despenalización de la planta con fines de uso medicinal y en 2021 se dictaminó también por la Suprema Corte de Justicia de México la despenalización del uso de la planta de Cannabis con fines lúdicos. Aún sigue restringida su producción con fines de lucro y posesión de cantidades mayores a 5 gramos, así como su producción.

### Permisos y restricciones en Estados Unidos
En diversos estados de los Estados Unidos puede consumirse con nulas o mínimas restricciones. Los estados donde está permitido su consumo con fines recreativos son: Alaska, Arizona, California, Colorado, Distrito de Columbia (D.C.), Illinois, Maine, Massachusetts, Míchigan, Montana, Nevada, Nueva Jersey, Oregón, Dakota del Sur, Vermont, Virginia, Washington.